# Objet flottant non identifié
Un objet flottant non identifié, souvent simplifié en OFNI, désigne dans le monde maritime un objet flottant entre deux eaux (c'est-à-dire légèrement en dessous de la surface), tel qu'un conteneur, une bille de bois, un arbre, une planche ou un cétacé,, (baleine, cachalot, etc.).

## Présentation

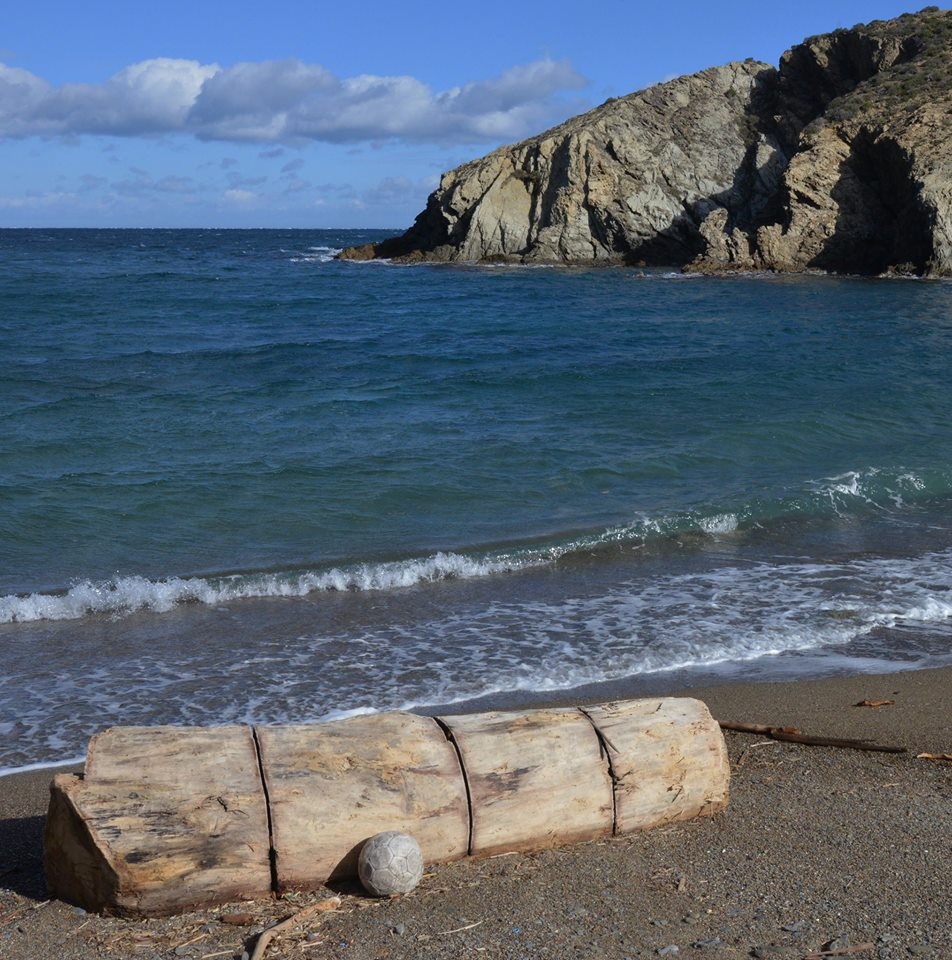
Exemple d'OFNI rejeté à la côte (désormais sans caractère flottant).

Ces objets constituent un danger très important pour les navires de taille modeste car ils sont difficilement repérables de jour et invisibles de nuit ou par mauvais temps ; en cas de collision, ils peuvent être à l'origine d'une voie d'eau dans la coque fatale pour le navire. Les plus dangereux sont les conteneurs, les billes de bois exotiques (densité proche de 1) et, aux hautes latitudes, les growlers (morceaux de glace détachés d'un iceberg).
L'expression « objet flottant non identifié » désigne également une embarcation de fabrication artisanale utilisée pour des régates navales burlesques.